# Kathleen O’Neal Gear
Kathleen O’Neal Gear (* 1954 in Tulare, Kalifornien) ist eine US-amerikanische Schriftstellerin.
Sie studierte an der California State University mit Weiterbildung an der Hebräischen Universität Jerusalem. Sie war Dozentin an der UCLA und arbeitete als Historikerin und Archäologin in Wyoming, Kansas, Nebraska und für das Innenministerium der Vereinigten Staaten.
Kathleen O’Neal Gear wohnt in Thermopolis, Wyoming mit ihrem Ehemann W. Michael Gear, dem Co-Autor zahlreicher ihrer Bücher.

## Werke
- mit W. Michael Gear: Im Zeichen des Wolfes. Roman, Paul Zsolnay Verlag Gesellschaft mbH, Wien 1991.  Engl. Orig.: People of the Wolf, Tor Book, New York, 1990
- Der Eden Effekt. Thriller. Bastei Lübbe Taschenbuch, Köln 2012. ISBN  	978-3-404-16608-4 (Originaltitel: The carbon cauldron)